# Filamento lagging
Il filamento lagging, o filamento ritardato, è la copia di DNA sintetizzata sullo stampo che ha direzione 5'→3'.
Questa catena polinucleotidica, quindi, avendo direzione 3'→5', opposta a quella della forcella di replicazione, non potrà essere sintetizzata in maniera continua, ma sotto forma di corti frammenti, detti frammenti di Okazaki, ognuno dei quali inizia in corrispondenza dell'estremità OH-3' libera di un primer di RNA. I vari frammenti, dopo la rimozione dei primer grazie all'attività esonucleasica della stessa DNA polimerasi I, ed il riempimento dei vuoti formati, saranno uniti dall'enzima ligasi.